# 孤獨娛樂
孤獨娛樂是新加坡歌手林俊杰第15张录音室专辑《重拾_快樂》的第二波主打歌，由易家揚作詞，林俊傑作曲，于2023年4月21日發行。2024年1月26日，该曲获2023Hit Fm年度百首单曲票选冠军，成为林俊杰第4首冠军歌曲。

## 背景
该曲的英文名「Happily, Painfully After」，灵感来自童话故事中的经典句子 "and they lived happily ever after"，意味着在幸福之后也伴随着痛苦。林俊杰分享「這首歌是我這近幾年來看待世界最具代表性的歌，探索人與世界、時間之於愛的意義」。作詞人易家揚以「痛瀕臨快樂 痛心疼快樂」，完整了這首歌曲主題的情感底蘊。歌词探讨了痛苦与快乐的共存，以及通过面对痛苦来理解快乐的重要性。生活是相对的，经历极端的时刻会让人更好地了解自己。

## 音樂錄影帶
2023年4月20日，该曲MV首播，邀請合作多年的陳映蓉執導，並由李程彬主演。MV呈現了歌曲中的孤獨，鏡頭中的每個人就像是一座座的孤島，李程彬完美詮釋在人群中看似熱鬧，內心卻顯得孤獨的狀態，令人動容。

## 現場演出
2023年4月25日，林俊杰「JJ20世界巡回演唱会」在巴黎举办，首次现场演唱了这首歌曲。。此后，在“JJ20”巡演中国大陆的场次中，该曲也作为限定安可曲目在上海、广州、北京、深圳、苏州、重庆等多地演唱。7月9日，林俊杰出席《第4届腾讯音乐娱乐盛典》，擔任壓軸表演嘉宾一連帶來9首歌曲，并以该曲献给李玟。9月26日，林俊杰出席《2023微博音乐盛典》，获颁影响力音乐人荣誉，并演唱〈孤独娱乐〉。

## 奖项
| 年份 | 單位                | 獎項             | 入圍者／作品 | 結果 | 來源  |
| ---- | ------------------- | ---------------- | ------------ | ---- | ----- |
| 2024 | 2024 Hito流行音樂獎 | 年度百首单曲冠军 | 〈孤獨娛樂〉 | 獲獎 | [ 8 ] |
| 2024 | 2024 Hito流行音樂獎 | 年度十大华语歌曲 | 〈孤獨娛樂〉 | 獲獎 | [ 8 ] |

## 榜单
| 榜單 (2023)                    | 最高排名 |
| ------------------------------ | -------- |
| 台湾（Hito中文排行榜）         | 1        |
| 台湾（KISS Radio華語排行榜）   | 1        |
| 台湾（KKBOX華語新歌週榜）      | 3        |
| 香港（KKBOX華語新歌週榜）      | 2        |
| 新加坡（YES 933醉心龙虎榜）    | 1        |
| 新加坡（KKBOX華語新歌週榜）    | 2        |
| 中国大陆（腾讯音乐由你榜）     | 28       |
| 中国大陆（全球华人歌曲排行榜） | 1        |
| 中国大陆（亚洲流行音乐榜）     | 1        |
| 中国大陆（中国歌曲排行榜）     | 2        |
| 马来西亚（KKBOX華語新歌週榜）  | 2        |

| 榜單 (2023)                | 最高排名 |
| -------------------------- | -------- |
| 中国大陆（腾讯音乐浪潮榜） | 11       |
| 中国大陆（华语音乐青春榜） | 4        |

| 榜單 (2023)                     | 最高排名 |
| ------------------------------- | -------- |
| 台湾（Hit FM年度百首单曲）      | 1        |
| 台湾（KKBOX华语年度百大单曲）   | 98       |
| 新加坡（醉心龙虎榜年度顶尖100） | 16       |

## 幕後
以下资料整理自YouTube歌曲MV页面。
- 林俊傑－和聲編寫、後期母帶處理製作人
- 馬毓芬－配唱製作
- 黃冠龍－製作協力
- 周信廷－製作協力、錄音師
- 蔡宥綺－製作協力
- 蔡凱昇－製作協力
- 李琪弦樂團－弦樂
- Grecco Buratto－吉他
- 甯子達－低音吉他
- Brendan Buckley－鼓
- 洪俊揚－和聲
- Gold Diggers Sound－錄音室
- 錄堡工作室－混音室
- 林正忠－混音師
- Bernie Grundman Mastering－後期母帶處理錄音室
- Mike Bozzi（英语：Mike Bozzi） －後期母帶處理錄音師

## 發行歷史
| 地区 | 日期          | 格式     | 厂牌         |
| ---- | ------------- | -------- | ------------ |
| 台灣 | 2023年4月19日 | 電台播放 | 就是俊傑音樂 |